# Jemappes
|  | Aquest article tracta sobre el municipi de Bèlgica. Si cerqueu l'antic departament francès, vegeu «Jemappes (departament)». |

Jemappes (en texts antics Jemappe, Jemmape, Jemmappes) és un antic municipi de Bèlgica a la província d'Hainaut. L'1 de gener de 1977 fusionà amb la ciutat de Mons (Bergen). És regat pels rius La Trouille i Haine canalitzat i rectificat.

## Història
S'hi van trobar mines de sílex i artefactes d'assentaments humans del Neolític. El primer esment escrit Gamapium data del 1065. El nom provindria d'una arrel llatí gemellus (bessons) en referència a la confluència dels dos rius.
Era una zona pantanosa poc accessible per les inundacions freqüents de l'Haine, i servia de defensa natural de la ciutat de Mons veïna. Des del segle xii s'hi exploten mines de carbó, una activitat que conéixer l'apogeu al segle xix amb l'arribada de la revolució industrial. La Haine va canalitzar-se per assecar els pantans i obtenir percel·les urbanitzables per tal de poder respondre a l'augment ràpid de la població. Victor Demerbe, mestre ferrer va estrenar el 3 d'abril del 1869 els  «Laminoirs, forges et fonderies de Jemappes» (Laminadores, forges i foneries de Jemappes) que va esdevenir un empleador major durant un segle, fins a la crisi de l'acer dels anys 1970. De 1866 a 1946 la fabricació de vidre pla blanc va ser una altra indústria important.
La nova casa de la vila erigida el 1876 va voler testimoniejar de la riquesa de la vila en expansió. La desindustrialització, després del tancament de les darreres mines el 1961 i de la siderúrgia el 1980 va ser l'inici d'uns anys de crisi i d'apobriment que a poc a poc comença sobrepassar. Les antigues fàbriques són derrocades i les terres despol·luïdes per obrir-se a noves activitats econòmiques, parcs i urbanitzacions.
És sobretot conegut per la batalla de Jemappes del 1792 a la qual les tropes revolucionàries franceses per a la primera vegada van vèncer les tropes austríaques, el que va conduir l'annexió «definitiva» (fins a 1814) dels Països Baixos austríacs a França el 1794. En commemoració d'aquesta victòria, l'administració francesa va donar el seu nom al departament de Jemappes.

## Llocs d'interés
- El «Gall de Jemappes», monument erigit el 1911 per iniciativa del polític socialista Jules Destrée per a commemorar la victòria francesa del 1792
- El parc i castell «Guillochain»
- La casa de la vila del 1876 (arquitecte: Emile Mahieu)

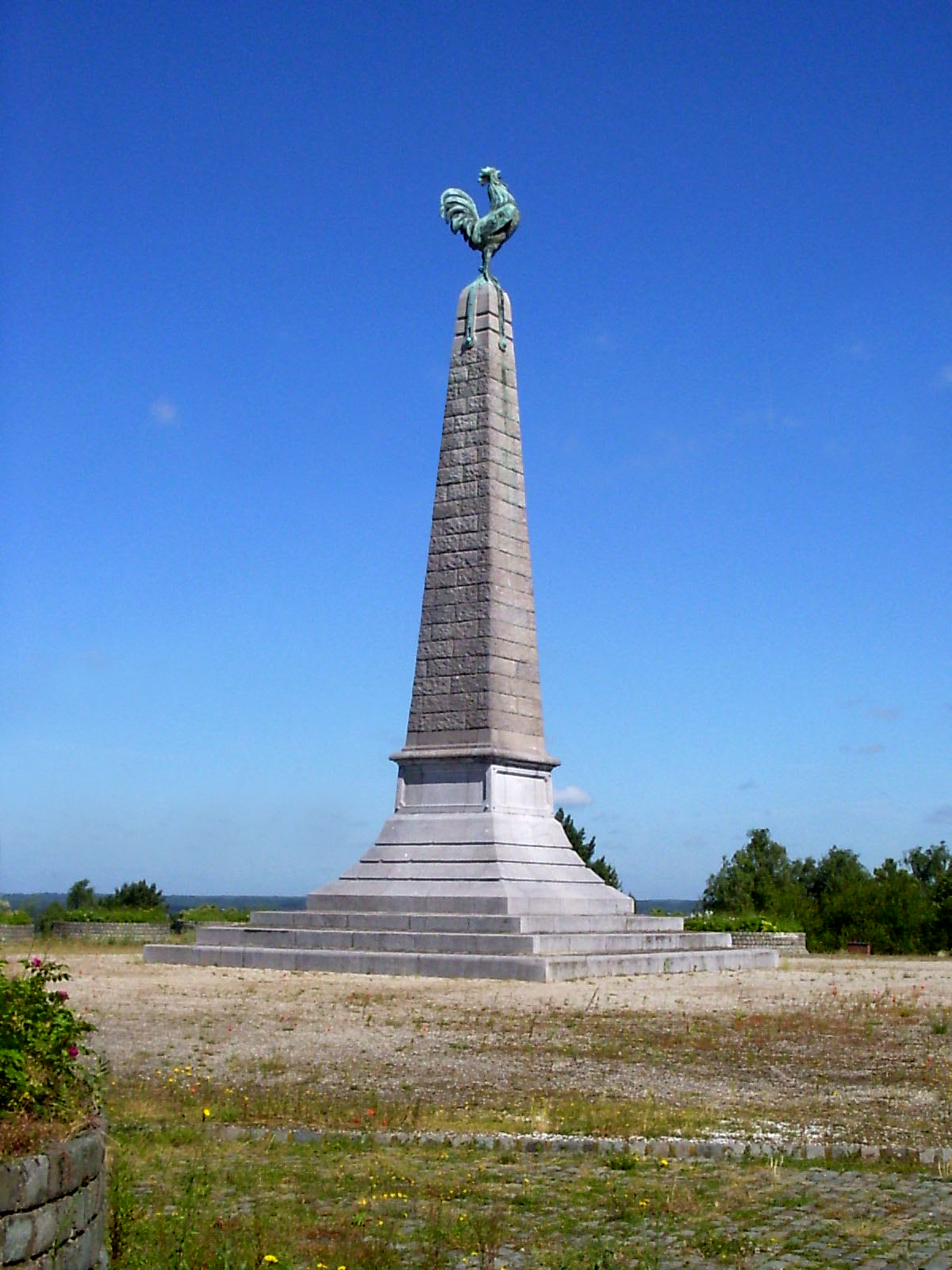
El «Gall de Jemappes»
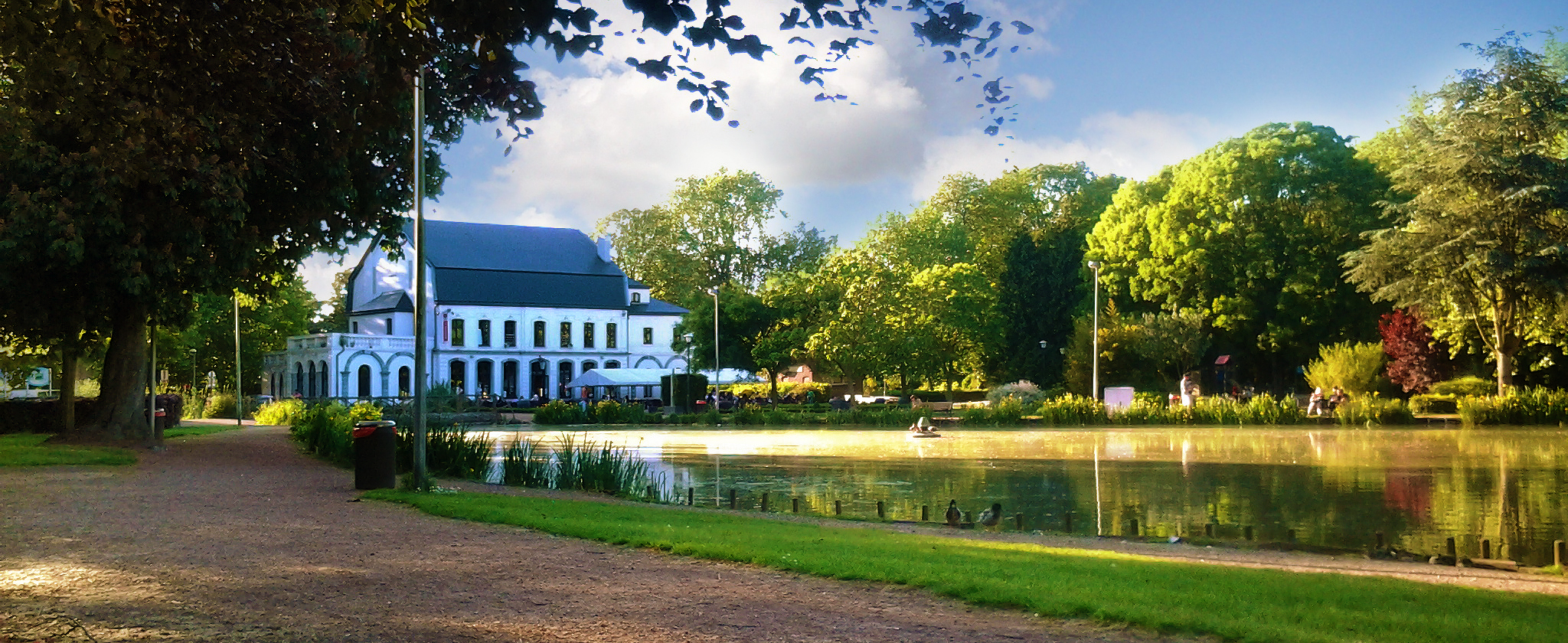
Castell «Guillochain»

## Agermanaments
- Briare (França)